# アントニ・ワチアク
アントニ・ワチアク（Antoni Jan Łaciak、1939年6月23日 - 1989年2月6日）は、ポーランドのスキージャンプ選手。シロンスク県シチィルク出身。1960年代に活躍した。

## プロフィール
1961-1962シーズンのジャンプ週間で総合27位だったが自国開催の世界選手権では70m級で銀メダル獲得、90m級でも6位入賞を果たした。
翌1962-1963シーズンのジャンプ週間では自己最高位の総合7位となった。
1964年のインスブルックオリンピックでは70m級34位だった。
1989年、カトヴィツェで死去。